# Hoeocryptus antefurcalis
Hoeocryptus antefurcalis là một loài tò vò trong họ Ichneumonidae.